# H69 Speedway Rzeszów
H69 Speedway Rzeszów (występuje pod nazwą Texom Stal Rzeszów) – polski klub żużlowy z Rzeszowa.

## Historia

### Sezon 2018
Stal Rzeszów zakończyła rozgrywki II ligi żużlowej w 2018 na 1. miejscu pokonując w dwumeczu MDM Komputery TŻ Ostrovia Ostrów Wielkopolski, dzięki czemu uzyskała awans do Nice 1. Ligi Żużlowej na sezon 2019. Jednakże ze względu na nieprawidłowości finansowe w klubie, którym kierował wówczas biznesmen Ireneusz Nawrocki, nie otrzymał on licencji na starty w sezonie 2019 w Nice 1 Lidze Żużlowej, przez co ligowy żużel zniknął z Rzeszowa.

### Sezon 2019
W 2019 kibice nie oglądali ligowego ścigania na torze przy Hetmańskiej 69. Jedynymi zawodami był mecz Polska - Reszta Świata.
13 sierpnia ogłoszone zostało powstanie nowego klubu RTŻ Rzeszów. Było to konieczne, bo ZKS Stal miała długi, które obciążały sekcję żużlową i trzeba było stworzyć nowy podmiot.
11 grudnia stało się jasne, że ligowe ściganie powróci do Rzeszowa po roku przerwy. Oficjalnie zostało to potwierdzone po otrzymaniu licencji warunkowej od Głównej Komisji Sportu Żużlowego na starty w II lidze żużlowej w sezonie 2020.

### Sezon 2020
Drużyna w rozgrywkach ligowych wystąpiła pod nazwą RzTŻ Rzeszów. Sezon 2020 klub zakończył na 4. miejscu w rozgrywkach II ligi żużlowej, kończąc rozgrywki z bilansem 3 zwycięstw oraz 7 porażek.

### Sezon 2021
Drużyna w rozgrywkach ligowych wystąpiła pod nazwą 7R Stolaro Stal Rzeszów. Sezon 2021 klub zakończył na 5. miejscu w II lidze żużlowej, kończąc rozgrywki z bilansem 6 zwycięstw oraz 6 porażek, przez co drużyna nie zdołała awansować do fazy play-off rozgrywek.
Po zakończonym sezonie poinformowano o pozyskaniu nowego sponsora tytularnego, którym została firma budowlano-inżynieryjna Texom.

### Sezon 2022
Na dzień 14 lutego 2022 datowane jest powstanie i przeniesienie działalności Rzeszowskiego Towarzystwa Żużlowego do nowo powstałej spółki o nazwie H69 Speedway S.A. Prezes stowarzyszenia RZTŻ Rzeszów przekazał dowodzenie klubu na ręce Łukasza Rojka, który został prezesem spółki H69 Speedway S.A.
Menadżerem rzeszowskiej drużyny został od tego sezonu został Paweł Piskorz.
Dzięki staraniom zarządu rzeszowskiego klubu, na torze przy Hetmańskiej odbyła się ostania runda Canal+Online Indywidualnych Mistrzostw Polski na Żużlu, runda kończąca cykl trzech turniejów przyciągnęła na trybuny komplet publiczności, która miała okazję zobaczyć czołówkę polskich żużlowców na żywo.
Drużyna w rozgrywkach ligowych wystąpiła pod nazwą TEXOM Stal Rzeszów. Sezon 2022 klub zakończył na 5. miejscu w II lidze żużlowej, kończąc rozgrywki z bilansem 5 zwycięstw oraz 7 porażek, przez co drużyna ponownie nie zdołała awansować do fazy play-off rozgrywek.

### Sezon 2023
14 marca poinformowano o powołaniu nowego Prezesa spółki H69 Speedway S.A. którym został Michał Drymajło - rzeszowski przedsiębiorca, właściciel kilku firm m.in. AMD Group oraz Stolaro. Zastąpił On na tym stanowisku poprzedniego Prezesa - Łukasza Rojka, z którym rada nadzorcza rozwiązała umowę za porozumieniem stron.
Przed rozpoczęciem sezonu, na torze w Rzeszowie odbyły się MPPK, które wygrała drużyna Speedway Lublin, a podium uzupełniły Unia Leszno oraz Włókniarz Częstochowa.
Początkiem czerwca kibicie znowu mieli okazję podziwiać najlepszych polskich żużlowców, podczas 1 rundy Canal+Online Indywidualnych Mistrzostw Polski na żużlu.
Drużyna w rozgrywkach ligowych wystąpiła pod nazwą TEXOM Stal Rzeszów. Sezon 2023 klub zakończył na 1. miejscu po fazie zasadniczej rozgrywek w II lidze żużlowej, kończąc tę część sezonu z bilansem 7 zwycięstw, 2 remisów oraz 3 porażek, dobra postawa drużyny w tej fazie sezonu zaowocowała upragnionym awansem do fazy play-off rozgrywek, w której w półfinale zmierzyła się z odwiecznym rywalem zza miedzy, z Unia Tarnów, którą pewnie rzeszowianie pokonali w dwumeczu i dzięki temu awansowała do finału II ligi żużlowej gdzie czekała już drużyna GTM Start Gniezno. Rzeszowianie w dwumeczu pokonali Gnieźnieński Start, w stosunku 109:70 dzięki czemu przy obecności prawie 8000 widzów na stadionie przy Hetmańskiej w Rzeszowie mogli świętować awans do 2. Ekstraligi.

### Sezon 2024
Sezon 2024 był pierwszym sezonem dla rzeszowskiej drużyny na wyższym szczeblu rozgrywkowym od 2017 i od udziału w Nice 1. Lidze Żużlowej. Przed sezonem zarząd dokonał wzmocnienia zespołu w postaci transferu 3-krotnego Indywidualnego Mistrza Świata - Nicki Pedersen, który powrócił do Rzeszowa po 10 latach.
Drużyna w rozgrywkach ligowych wystąpiła pod nazwą TEXOM Stal Rzeszów. Pierwszy sezon po awansie do 2. Ekstraliga, klub zakończył z bilansem 4 zwycięstw oraz 10 porażek, co pozwoliło na zajęcie 7 miejsca, gwarantującego utrzymanie w lidze na kolejny sezon.
Podczas Derbów Podkarpacia z Wilki Krosno na stadionie w Rzeszowie zasiadł nadkomplet prawie 12000 kibiców obu drużyn.

### Sezon 2025
Przed nowym sezonem klub dokonał znaczących wzmocnień w postaci trzech zawodników z PGE Ekstraliga, do drużyny dołączyli 3-krotny Indywidualny Mistrz Świata Tai Woffinden, Paweł Przedpełski, Keynan Rew oraz David Bellego z KLŻ. Nową twarzą w rzeszowskim sztabie szkoleniowym jest trener - Adrian Gomólski.

## Nazwy drużyny
Stan na 17 stycznia 2025
| Lp. | Okres obowiązywania | Nazwa                   |
| --- | ------------------- | ----------------------- |
| 1.  | 2020                | RzTŻ Rzeszów            |
| 2.  | 2021                | 7R Stolaro Stal Rzeszów |
| 3.  | 2022–               | TEXOM Stal Rzeszów      |

## Poszczególne sezony
| Sezon | Rozgrywki ligowe | Rozgrywki ligowe | Rozgrywki ligowe |
| Sezon | Liga             | Liga             | Miejsce          |
| ----- | ---------------- | ---------------- | ---------------- |
| 2020  | III              | II liga          | 4/6              |
| 2021  | III              | II liga          | 5/7              |
| 2022  | III              | II liga          | 5/7              |
| 2023  | III              | II liga          | 1/7              |
| 2024  | II               | 2. Ekstraliga    | 7/8              |

| Poziom ligowy | Liczba sezonów | Sezony    |
| ------------- | -------------- | --------- |
| II            | 1              | 2024      |
| III           | 4              | 2020–2023 |

## Zawodnicy

### Kadra drużyny
Stan na 2 lipca 2025
| Kat.                                                   | Nar.            | Fed.            | Żużlowiec           | DMP (2SE) | DMPJ | Uwagi                          |
| ------------------------------------------------------ | --------------- | --------------- | ------------------- | --------- | ---- | ------------------------------ |
| S                                                      | Francja         | Francja         | David Bellego       | T         |      |                                |
| S                                                      | Dania           | Dania           | Nicolai Klindt      | T         |      | Wypożyczony z Ostrovii         |
| S                                                      | Polska          | Polska          | Marcin Nowak        | T         |      |                                |
| S                                                      | Polska          | Polska          | Krystian Pieszczek  |           |      | Wypożyczony do Wybrzeża Gdańsk |
| S                                                      | Polska          | Polska          | Paweł Przedpełski   | T         |      |                                |
| S                                                      | Szwecja         | Szwecja         | Jacob Thorssell     | T         |      |                                |
| S                                                      | Wielka Brytania | Wielka Brytania | Tai Woffinden       | T         |      |                                |
| U24                                                    | Australia       | Australia       | Keynan Rew          | T         |      |                                |
| U21                                                    | Słowenia        | Słowenia        | Anže Grmek          | T         |      |                                |
| U21                                                    | Polska          | Polska          | Wiktor Rafalski     | T         | T    |                                |
| U19                                                    | Polska          | Polska          | Franciszek Majewski | T         | T    |                                |
| U17                                                    | Polska          | Polska          | Kryspin Jarosz      | T         | T    |                                |
| U17                                                    | Polska          | Polska          | Adrian Przybyło     | T         | T    |                                |
| „” oznacza, że zawodnik został zgłoszony do rozgrywek. |                 |                 |                     |           |      |                                |